# Pridruževanje Severne Makedonije Evropski uniji
Pridruževanje Makedonije Evropski uniji je proces vstopanja Republike Severne Makedonije v Evropsko unijo. Severna Makedonija je ena od devetih trenutnih držav kandidatk (ostale so še Turčija, Črna gora, Albanija, Bosna in Hercegovina, Srbija, Moldavija, Ukrajina, Gruzija) za članstvo v Evropski Uniji. Status kandidatke za članico EU ima Severna Makedonija že od 17. decembra 2005. Kljub številnim izpolnitvam zahtev evropskih institucij, evropske komisije in različnih članic EU (predvsem Grčije in Bolgarije) je Severna Makedonija na čakanju za članstvo v Evropski uniji že 19 let. V teh 19 letih je Severna Makedonija doživela več blokad, ki so preprečile začetek pristopnih pogajanj z Evropsko unijo. Vendar kljub blokadam (s strani Grčije in Bolgarije) je želja Severne Makedonije po vstopu v EU ostala večina časa neomajna. 19. julija 2022 so se uradno začela pristopna pogajanja po predhodnem umiku bolgarske blokade oziroma bolgarskega veta na začetek evropskih pristopnih pogajanj za Severno Makedonijo 24. junija 2022.

## Širitev Evropske Unije
Ideje o povezovanju evropskih držav v neke vrste evropsko celinsko federacijo ali konfederacijo so bile prisotne že pred drugo svetovno vojno. V 19. stoletju so bili na primer zagovorniki ideje o združevanju evropskih držav Giuseppe Mazzini (italijanski revolucionar in politik), Victor Hugo (pisatelj in politik), Mihael Bakunin (ruski revolucionar in filozof), Pierre Joseph Proudhon (francoski politik in filozof), itd. S prvo polovico 20. stoletja oziroma zlasti s časom po prvi svetovni vojni se je število privržencev o političnem povezovanju evropskih držav povečalo. Ideje o politični enotni Evropi so začeli prevzemati in zagovarjati različni politični tabori in gibanja. Vse od krščansko demokratskih, komunističnih, socialističnih, delavskih, kmečkih, liberalno demokratskih do konservativnih političnih taborov in gibanj.
Za dejansko uresničitev ideje o političnem povezovanju evropskih držav je bilo odločilno dogajanje med drugo svetovno vojno. Povojni zahodnoevropski politiki so se strinjali, da bi bilo za mir, varnost in blaginjo ter za preprečitev možnih bodočih vojn v evropskem prostoru najbolje politično in ekonomsko povezovanje evropskih držav. Leta 1951 je na pobudo francoskega zunanjega ministra Roberta Schumana bila sklenjena pariška pogodba med 6 evropskimi državami (Francija, Zvezna republika Nemčija, Italija, Belgija, Nizozemska), na podlagi katere je bila ustanovljena Evropska skupnost za jeklo in premog (ESPJ). Cilj ESPJ je bil ustanovitev skupnega trga za premog in jeklo, zagotovitev gospodarske in politične stabilnosti v Zahodni Evropi po 2. svetovni vojni ter izničenje konkurence med podpisnimi državami za naravne vire. Uspešno delovanje ESPJ je privedlo do izoblikovanja dveh rimskih pogodb leta 1957, ki sta prinesli ustanovitev Evropske skupnosti za jedrsko energijo (ESJE) in ustanovitve Evropske gospodarske skupnosti (EGS, kasneje leta 1992 preimenuje v Evropsko skupnost – ES) za namen krepitve nadaljnjih odnosov med zahodnoevropskimi državami. Cilj EGS je bil ekonomska integracija članic EGS in uveljavitev skupnega carinskega trga. Leta 1965 je bil sklenjen t.i. bruseljski sporazum, s katerim so bile izvršilne institucije ESPJ, EGS, ESJE združene, kar je bil nadaljnji korak na poti do vzpostavitve evropske skupnosti. Kasneje leta 1986 je bil podpisan Enotni evropski akt (EEA) s katerim so si članice evropske skupnosti prizadevale za tesnejšo povezovanje in vzpostavitev notranjega trga s prostim gibanjem ljudi, pretokom blaga in kapitala, ter storitev. Nadaljnji pomemben mejnik za krepitev evropske skupnosti je bila sklenitev t.i. Maastrichtske  pogodbe ali Pogodbe o Evropski uniji (PEU), ki je ustanovila Evropsko unijo in politično – pravno združila članice evropske skupnosti. Poleg tega je pogodba ustanovila državljanstvo Evropske unije, evro, skupno zunanjo in varnostno politiko članic, sodelovanje članic v pravosodju in notranjih zadevah, gospodarsko denarno unijo, evropsko monetarno unijo, itd. PEU je bila kasneje trikrat revidirana oziroma dopolnjena (najprej s Amsterdamsko pogodbo 1997, nato s pogodbo iz Nice 2001 ter s Lizbonsko pogodbo 2007). Evropska unija predstavlja svojevrstno državno zvezo demokratičnih evropskih držav. Od ustanovnih šestih držav se je število članic evropske skupnosti oziroma EU tekom 2. polovice 20. stoletja in 21. stoletja povečalo na današnjih 27 članic.
Širitev evropske skupnosti (izvzemši šest ustanovnih držav) je do današnjega dne potekala v sedmih valovih. V prvem valu leta 1973 so se evropski skupnosti pridružili Danska, Irska, Združeno kraljestvo (izstopi iz EU leta 2020, t.i. brexit). V drugem valu leta 1981 se pridruži skupnosti Grčija, v tretjem valu leta 1986 se pridružita še Portugalska in Španija. S četrtim valom leta 1995 se skupnosti pridružijo Avstrija, Finska in Švedska. Leta 2004 se s petim valom pridružijo še Ciper, Češka, Estonija, Latvija, Litva, Madžarska, Malta, Poljska, Slovaška in Slovenija. S šestim valom leta 2007 se pridružita še Bolgarija in Romunija. Z do sedaj zadnjim ali sedmim valom leta 2013 se je skupnosti pridružila še Hrvaška.
Evropska skupnost je s svojo širitvijo postajala vse bolj pozorna na oblikovanje čim bolj natančnih in poglobljenih pogojev oziroma kriterijev za vstop v skupnost. S padcem vzhodnega komunističnega bloka oziroma železne zavese in izoblikovanjem namere EU, da se nove osamosvojene države vključi v skupnost je EU sprejela nove razširjene pogoje za vstop v skupnost. Osnovo tem novim pogojem je najprej dala maastrichtska pogodba ali t.i. Pogodba o Evropski uniji (PEU) iz leta 1992 in Kopenhagenski širitveni pogoji, ki jih je Svet Evropske unije sprejel v Kopenhagnu leta 1993.Kasneje so bili sprejeti še t.i. luksemburški pogoji, ki jih je Evropski svet leta 1997 sprejel posebej za države jugovzhodne Evrope, ki so želele vstopiti v EU. EU naj bi ta nov način pogojevanja za vstop za omenjene države vpeljala zaradi pestre zgodovine območja, preteklih etničnih konfliktov in slabe gospodarske razvitosti območja. Hkrati naj bi s temi posebnimi pogoji EU dosegla, da naj bi se regija lahko dokončno normalizirala in stabilizirala, ter spodbudila dobre sosedske odnose in gospodarsko sodelovanje med državami te regije. Za EU je bilo pri razširitvi na zahodni balkanski oz. jugovzhodni evropski prostor ključnega pomena vzpostavitev regionalnega sodelovanja držav te regije. Evropska komisija je z letom 1997 začela na podlagi luksemburških pogojev ocenjevati zahodno balkanske države. Ker so bili rezultati za EU nezadostni je EU leta 1999 za omenjene države oblikovala novo širitveno politiko in predpristopno strategijo t.i. pakt stabilnosti.
Cilji t.i. pakta stabilnosti so bili vzpostavitev miru in stabilnosti v regiji, razrešitev kosovskega konflikta, vzpostavitev regionalnega sodelovanja med regijskimi državami pri razvijanju demokracije in gospodarstva. Glavno orodje t.i. pakta stabilnosti je bil t.i. stabilizacijsko pridružitveni proces (SPP), ki je temeljil na dvostranskih stabilizacijsko pridružitvenih sporazumih (SPS), finančni pomoči, političnem dialogu, regionalnem sodelovanju in trgovinskih odnosih. Z letom 2000 je EU začela izvajati t.i. stabilizacijsko pridružitvene sporazume s Hrvaško, Bosno in Hercegovino, Srbijo in Črno goro  (oz. Zvezno republiko Jugoslavijo – ZRJ), Makedonijo in Albanijo. Junija 2000 je evropski svet na srečanju v Santa Marii de Feira prvič omenil možnost članstva za zahodno balkanske države. Novembra leta 2000 so se na konferenci v Zagrebu prvič srečali predstavniki EU in predstavniki zahodno balkanskih držav. Na konferenci so predstavniki EU potrdili t.i. zagrebško deklaracijo. Z njo so se zavezali, da bo EU članstvo dostopne vsem zahodno balkanskim državam v primeru, da bodo izpolnjevale kopenhagenske pogoje, da bodo napredovale pri izvajanju t.i. stabilizacijsko pridružitvenih sporazumov in pri krepitvi regionalnega sodelovanja med državami. Decembra leta 2000 so države članice EU na srečanju v Nici ponovno potrdile status potencialnih kandidatk za vstop v EU zahodno balkanskim državam. Leta 2003 je evropski svet na srečanju v Solunu potrdil, da bo podprl evropsko perspektivo zahodno balkanskih držav, vendar jim kljub temu ni prisodil uradnega statusa kandidatk za vstop v EU in jih zgolj poimenoval za potencialne kandidatke. To je močno razočaralo zahodno balkanske države. Po veliki širitvi EU leta 2004, ko se je EU pridružilo 10 novih članic je interes EU za nadaljnjo širitev na Zahodni Balkan upadel. Posledično se je zmanjšal tudi interes zahodno balkanskih držav po izpolnjevanju zahtev EU glede vstopa in tudi samo navdušenje nad EU. Januarja leta 2007 so bili nekateri programi in finančni instrumenti EU za potencialne kandidatke nadomeščeni s t.i. Instrumentom za predpristopno pomoč (IPA). Namen IPA je bila vzpostavitev pomoči državam kandidatkam na področju tranzicije in krepitve institucij, na področju krepitve mednarodnega sodelovanja, na področju regionalnega razvoja prometa – okolja – gospodarstva, na področju krepitve človeških virov in razvoju podeželja. Evropska komisija je v letnem poročilu za leto 2007 prišla do ugotovitve, da se je napredek reform v zahodno balkanskih držav upočasnil. Zato je od njih zahtevala, da sklenejo stabilizacijsko pridružitvene sporazume (SPS) in same prevzamejo odgovornost za regionalno sodelovanje. Leta 2008 so tako zahodno balkanske države tako same prevzele odgovornost za regionalno sodelovanje. Izbruh gospodarske krize leta 2008 in begunske krize leta 2015 je v večji meri zaustavil pridružitvene procese, saj je EU izgubila energijo za širitev. Vendar kljub temu je EU še naprej izražala interes po širitveni politiki na Zahodni Balkan. Vstop Hrvaške kot prve in do zdaj edine zahodno balkanske države v EU leta 2014 je mnogim drugim zahodno balkanskim državam obudilo upanje po vstopu v EU.
Interes EU za širitev na zahodno balkanske države je velik in je prisoten že od razpada SFRJ. EU se zaveda, da je stabilizacija jugovzhodne Evrope oz. zahodnega Balkana ključna za ohranitev nadaljnje stabilnosti v Evropi. S stabilizacijo jugovzhodne Evrope si EU obeta dodatno ekonomsko moč, zavarovanja regije pred vplivi Kitajske in Rusije, rešitev problemov povezanih s visoko razvitim regijskem kriminalom, umiritev regijskih nacionalizmov, ter lažjega reševanja begunske krize. 

## Republika Severna Makedonija od osamosvojitve do kosovske krize
Izvedba večstrankarskih volitev v Republiki Makedoniji 11. novembra 1990 je omogočila začetek mirnega prehoda iz socializma v parlamentarno demokracijo. Novi makedonski parlament je 25. januarja 1991 sprejel deklaracijo o suverenosti, s čimer je jasno izrazil namero republike po odcepitvi od SFRJ. Nadaljnji korak na poti v samostojnost je predstavljal uspešen osamosvojitveni referendum izveden 8. septembra 1991. S njim je takratna t.i. Republika Makedonija uradno razglasila neodvisnost od Jugoslavije (oz. SFRJ). Z razglašeno osamosvojitvijo je med  makedonsko politično elito nastal strah pred izbruhom med etničnega nasilja. Osamosvojitveni referendum je namreč bojkotirala makedonska albanska manjšina, ki je želela s procesom osamosvojitve dobiti več pravic. Kljub nevarnosti izbruha med etničnega konflikta se je državi temu za nekaj časa uspela izogniti. Republika Makedonija je bila edina izmed vseh jugoslovanskih republik, kjer po razglasitvi neodvisnosti ni takoj izbruhnila vojna. 17. novembra 1991 je makedonski parlament sprejel prvo makedonsko ustavo s katero je bil uradno potrjen obstoj makedonskega naroda, vendar izključno makedonskega naroda znotraj Makedonije. Pri tem so izostale narodne manjšine. Evropska skupnost, ki se je zavedala te pomanjkljivosti znotraj ustave je zahtevala od Makedonije spremembo ustave v zameno za priznanje Makedonije kot neodvisne države. Zaradi tega je Makedonija 6. januarja 1992 spremenila ustavo tako, da je bil tudi priznan obstoj albanskega naroda znotraj Makedonije. Kljub tej spremembi ustave je še naprej obstajal strah pred izbruhom konflikta med Makedonci in Albanci. Dodatne nezaupanje med obema skupinama je povzročil referendum makedonske albanske skupnosti o teritorialni avtonomiji januarja 1992. Zaradi teh napetosti in drugih možnih groženj novonastali makedonski republiki je mednarodna skupnost s diplomacijo uspela preprečit poglobitev spora.
Makedonija je po umiritvi odnosov s albansko manjšino in potem, ko je bila priznana s strani posameznih evropskih držav želela postati mednarodno priznana država. Zato je 7. januarja 1993  oddala prošnjo za članstvo v Organizaciji združenih narodov (OZN). Njenemu vstopu v OZN je nasprotovala Grčija, ki je od nje zahtevala, da spremeni svoje ustavno ime Republika Makedonija (s tem naj bi Makedonija dokazala, da nima ozemeljskih v Grčiji) in makedonske narodne simbole (nekateri makedonski narodni simboli kot na primer t.i. verginsko sonce naj bi bili po mnenju Grčije v resnici grški). Zaradi grškega nepriznavanja ustavnega imena Makedonije je bila Makedonija 8. aprila 1993 v OZN sprejeta pod drugim začasnim imenom Nekdanja jugoslovanska republika Makedonija (NJRM). Grčija je bila kljub temu nezadovoljna in je februarja 1994 uvedla gospodarsko blokado zoper Makedonijo. Z njim je Grčija želela ekonomsko izčrpati Makedonijo in jo prisiliti k spremembi njenega ustavnega imena. Mednarodna skupnost je v strahu pred možnimi novimi konflikti na Balkanu pritisnila na obe strani naj zgladita spor. Septembra 1995 sta obe strani pod mednarodnimi pritiski sklenili t.i. začasni sporazum. Po katerem je Makedonija spremenila zastavo (t.i. verginsko sonce je bilo nadomeščeno z rumenim soncem z osmimi rumenimi žarki na rdeči podlagi), spremenila del ustave, se zavezala k spoštovanju obstoječe meddržavne meje, se izrecno odpovedala vsem ozemeljskim zahtevam v Grčiji ter obljubila, da se bo v mednarodne organizacije vpisala pod začasnim imenom NJRM.  V zameno je Grčija obljubila, da ne bo ovirala Makedoniji vstopa v mednarodne organizacije. S sklenjenim sporazumom je bila grška blokada zoper Makedonijo dvignjena septembra 1995. Odnosi med obema državama so se normalizirali, vendar je še vedno ostalo odprto vprašanje glede samega uradnega imena Makedonije. Kljub temu je Makedoniji uspelo vstopiti v številne mednarodne organizacije (na primer vstop v Svet Evrope, Organizacija za varnost in sodelovanje v Evropi – OVSE, itd.).
Kmalu po delni rešitvi odnosov z Grčijo se je Makedonija zapletla v težavne odnose z Albanijo. V času kosovske krize aprila leta 1999 je v Makedonijo pribežalo okoli 350.000 albanskih beguncev iz Kosova. Veliko število beguncev je močno vplivalo na že težko vsakdanje življenje v Makedoniji in ogrozilo občutljivo demografsko ravnotežje med Albanci in Makedonci znotraj države. Kljub napetostim se Makedonija ni vpletla v kosovsko vojno. Begunska kriza, ki se je z junijem 1999 umirila z umikom srbske vojske iz Kosova je pripeljala do vrnitve albanskih beguncev iz Makedonije nazaj v Kosovo. Vendar kljub umiritvi razmer v Kosovu naj bi v Makedoniji vseeno ostalo okoli 100.000 albanskih beguncev. Makedonijo so v tem času poleg napetosti z povečano albansko manjšino bremenile še šibka ekonomija, šibka moč in vpliv države, nerazvita politična kultura, močan organiziran kriminal in visoka stopnja korupcije. Vse ti elementi so bremenili državi in zavirali poskuse mirnega reševanja napetosti med Albanci in Makedonci. Z zaključitvijo preventivne misije Združenih Narodov v Makedoniji leta 1999 in zaključeno kosovsko vojno so Albanci začeli zahtevati nastanek vsealbanske države v regiji. Povezano s tem so Albanci živeči v Makedoniji zahtevali zase več pravic, avtonomijo, spremembo ustavo, itd. Ker makedonske oblasti tovrstnim zahtevam niso bile naklonjene in so bile v splošnem nezaupljive do albanskega prebivalstva je marca leta 2001 skupina albanskih upornikov z imenom Nacionalna osvobodilna vojska začela oborožen spopad proti makedonskim oblastem na zahodu Makedonije. Mednarodna javnost je bila presenečena nad novim izbruhom spopadov na Balkanu. Spopadi so se hitro razširili in postali vse bolj številčni. Zaradi splošne varnostni regije in dokončnega zatrtja spopadov je sledila intervencija Nata poleti 2001 in hitri diplomatski pritiski na obe strani. Po zaslugi hitre mednarodne diplomatske intervencije sta sprti strani uspeli že 13. avgusta 2001 podpisati umiritveni sporazum  t.i. Ohridski mirovni sporazum po devetih mesecih konflikta. Makedonija se je s sporazumom obvezala, da bo albanska manjšina dobila več pravic na področju jezika, v okviru zastopanosti znotraj javne uprave in politike, ter znotraj področja izobraževanja. Albanska stran se je zavezala, da se bo odpovedala separatističnim težnjam in, da bo spoštovala legitimnost makedonskih oblasti. Sprejetje ohridskega sporazuma je povečal ugled Severne Makedonije v mednarodni javnosti zlasti pri EU. EU je posledično začela kazati večje zanimanje za vstop Severne Makedonije v EU.

## Odnosi med Evropsko Unijo in Severno Makedonijo, ter grško preprečevanje Sev. Makedoniji v EU
Po razpadu SFRJ in osamosvojitvi Makedonije si je makedonska vlada želela obnoviti odnose, ki jih je s Evropsko skupnostjo vzpostavila SFRJ.  Čeprav je Evropska skupnost novo državo priznala že leta 1992 in je Makedonija tudi oktobra 1992 imenovala svojega predstavnika v Bruslju so bili zaradi protestiranja in oviranja Grčije uradno diplomatski odnosi med Evropsko skupnostjo in Makedonijo šele vzpostavljeni leta 1995. 22. decembra 1995 so bili s t.i. Sporazumom o sodelovanju na področju trgovine in prometa diplomatski odnosi med ES in Makedonijo uradno vzpostavljeni. S tem se je začela jasno izpostavljati želja Makedonije  po vstopu v EU. Marca 1996 je Makedonija postala upravičenka do predpristopne finančne pomoči programa PHARE. Evropski svet je 29. aprila 1997 v Luksemburgu oblikoval vstopne pogoje za zahodno balkanske države glede pridobitve statusa kandidatk za vstop v EU. Istega dne je Makedonija z EU v Luksemburgu sklenila t.i. Sporazum o sodelovanju. Na podlagi sporazuma se je Makedonija zavezala, da se bo borila za spoštovanje demokratičnih načel, vladavine prava in človekovih pravic, spoštovanje in zaščito manjšin, spoštovanje načel tržnega gospodarstva in regionalnega sodelovanja. Sporazum je stopil v veljavo 1. januarja 1998. Evropska komisija je prvo oceno glede izpolnjevanja luksemburških pogojev za zahodno balkanske države podala oktobra 1997. V prvem poročilu je bila Makedonija ocenjena kot država, ki  izpolnjuje demokratična načela in je pripravljena za uresničevanjem preostalih zahtev. Kasneje je bilo izdano tretje poročilo evropske komisije glede izpolnjevanja luksemburških pogojev.  V njem je bila Makedonija ocenjena zelo pozitivno. Poleg spoštovanja demokratičnih načel naj bi Makedoniji uspelo izpolniti zahtevo po vzpostavitvi  regionalnega sodelovanja in zahtevo po okrepitvi odnosov z EU. V okviru četrtega poročila evropske komisije glede izpolnjevanja luksemburških pogojev je evropska komisija predlagala ustanovitev stabilizacijsko pridružitvenega procesa (SPP) in stabilizacijsko pridružitvenih sporazumov (SPS) za vse zahodno balkanske države. Makedonija je bila po mnenju evropske komisije junija 1999 videna kot najbolj primerna od nekdanjih jugoslovanskih republik za začetek pogajanj glede sklenitve SPS.
Leta 2000 je Makedonija začela pogajanja za sodelovanje v SPP. Po končanih pogajanjih je 9. aprila 2001 kot prva zahodno balkanska država podpisala sporazum o t.i. stabilizacijsko pridružitvenem procesu. S tem se je zavezala k uresničitvi zahtev t.i. stabilizacijsko pridružitvenega procesa. V to dogajanje je nenadoma posegel izbruh makedonsko albanskega konflikta, ki je v tedanjih okoliščinah postavil pod vprašaj vse dotedanje dosežke in prizadevanja Makedonije za vstop v EU. Relativno hitra sklenitev Ohridskega mirovnega sporazuma med obema stranema je Makedoniji omogočilo ohranitev dobrega ugleda v očeh mednarodne skupnosti in uveljavitev predstave o evropski zgodbi uspeha. 22. marca 2004 je Severna Makedonija vložila prošnjo za uradni status države kandidatke za vstop v EU. Evropska komisija je 9. novembra 2004 v svojem poročilu podala pozitivno mnenje glede makedonske prošnje za status kandidatke. Zaradi tega je Evropski svet makedonsko prošnjo odobril 17. decembra 2005 (v istem letu je tudi odobril isti status preostalim petim zahodno balkanskim državam). Podelitev statusa kandidatke naj bi bila nagrada EU Makedoniji za njena prizadevanja pri izpolnitvi kopenhagenskih pogojev in določil iz Ohridskega sporazuma. Kljub temu uspehu je bil začetek pristopnih pogajanj za Makedonijo pogojevan z izpolnitvijo pogojev, ki jih Makedonija po mnenju evropske komisije ni izpolnila. In sicer Makedoniji je evropska komisija očitala, da ni izpolnila še vseh zavez iz Ohridskega sporazuma, določil iz stabilizacijsko pridružitvenih sporazuma (SPS), političnih zahtev kopenhagenskih pogojev, poročil evropske komisije, prioritet povezanih z evropskim partnerstvom. Poleg tega je evropska komisija tudi izpostavila, da je začetek pristopnih pogajanj za Makedonijo odvisen predvsem od razvoja širitvene strategije in širitvenih zmogljivosti EU. Kljub tej novi oviri je Makedonija pospešeno nadaljevala s sprejemanjem potrebnih reform, s bojem proti korupciji in organiziranem kriminalu ter krepitvi medijske svobode. Njen napredek je bil deloma nagrajen s sklenitvijo t.i. Sporazuma o evropskem partnerstvu januarja 2006 in podelitvijo pravice o vstopu makedonskih državljanov na območje Schengena brez vizumov leta 2009. Toda leta 2008 je EU odločila, da je pred začetkom pristopnih pogajanj Makedonija primorana rešiti težave s svojo sosedo Grčijo, ki je nasprotoval njenemu uradnemu imenu. Makedonija je bila zopet postavljeno pred novo nalogo, kar je močno ujezilo makedonsko javnost in politiko. Zaradi tega je tekom leta 2008 prišlo do porasta napetosti med Makedonijo in Grčijo. Evropska komisija, ki je želela umiriti dogajanje v Makedoniji je leta 2009 prvič predlagala, da se začnejo pristopna pogajanja. Vendar je njihov začetek preprečil veto Grčije. Od leta 2009 do leta 2021 je evropska komisija vsako leto znova predlagala, da se začnejo pristopna pogajanja vendar je bil njihov začetek vedno preprečen s strani veta Grčije ali veta Bolgarije. Bolgarija je z izdajo vetov proti začetku makedonskih pristopnih začela od leta 2012 naprej. Če je bil veto Grčije povezan s grško zahtevo po spremembi uradnega imena Makedonije je bolgarski veto temeljil na zahtevi, da se prekine izvajanje t.i. protibolgarske kampanje znotraj Makedonije. Zaradi vetov so nadaljnji postopki za vstop Makedonije v EU stagnirali vse do leta 2021.  Grški veti na začetek evropskih pristopnih pogajanj  za Makedonijo so se končali leta 2018 s sklenitvijo t.i. Prespanskega sporazuma 17. junija 2018 s strani takratnega makedonskega premiera Zorana Zaeva (2017 – 2022) in grškega premiera Aleksisa Ciprasa (2015 – 2019). Na podlagi sporazuma je bil končan dolgoletni spor med državama glede razumevanja koncepta Makedonije, glede uporabe verginskega sonca, glede razumevanja helenske civilizacije, itd. Glavna sprememba, ki je nastala na podlagi prespanskega sporazuma je bila sprememba uradnega imena Makedonije iz Republike Makedonije v Republiko Severno Makedonijo. 

## Bolgarsko makedonski odnosi in bolgarsko preprečevanje Sev. Makedoniji v EU
Bolgarija je že pred balkanskimi vojnami izražala ozemeljske zahteve do ozemlja današnje Makedonije. V okviru Sanstefanskega sporazuma leta 1878 je Bolgarija dobila nadzor nad današnjim ozemljem Severne Makedonije. Vendar je nadzor nad tem ozemlje po treh mesecih izgubila zaradi določil Berlinskega kongresa leta 1878. Kljub kratkemu nadzoru nad tem ozemljem Bolgarija ni nikoli opustila svojih teženj do njega. Svoje zahteve po tem ozemlju je uspela delno uresničit v okviru prve balkanske vojne (1812 – 1813), vendar jih je zaradi nesoglasja s Srbijo in posledično druge balkanske vojne leta 1913  v večji meri izgubila. Ohranila je zgolj nadzor nad t.i. Pirinsko Makedonijo, v kateri je živelo precej makedonskega prebivalstva. Tega  je Bolgarija hitro hotela s agresivno asimiliacijsko politiko asimilirati oziroma bolgarizirati. V času prve in druge svetovne vojne je Bolgarija okupirala želena ozemlja današnje Severne Makedonije. Vendar jih je vsakič potem tudi izgubila. Z koncem druge svetovne vojne in nastankom Makedonije v okviru socialistične Jugoslavije se je Bolgarija morda odrekla ozemeljskim interesom v Makedoniji, vendar je še vedno ohranila odklonilen odnos do Makedonije in njenega prebivalstva. Od leta 1944 dalje je Bolgarija zanikala obstoj makedonskega naroda in makedonskega jezika, saj je prebivalce Makedonije kot tudi prebivalce Pirinske Makedonije dojemala izključno kot Bolgare. Leta 1956 je Bolgarija prvič priznala makedonsko manjšino v Pirinski Makedoniji. Vendar se je kmalu zatem leta 1958 znova vrnila k protimakedonski retoriki. Kljub napetostim je Bolgarija  15. januarja 1992 kot prva država priznala neodvisnost Makedonije od Jugoslavije. S tem dejanjem se Bolgarija ni odrekla protimakedonski retoriki in idejam, da so na primer Makedonci podskupina bolgarskega naroda, da je makedonski jezik bolgarsko narečje ali, da je makedonski narod umetno poustvaril Josip Broz Tito. Poleg tega se tudi ni odrekla tezi, da znotraj Bolgarije ne obstaja makedonska manjšina. Zaradi tega se poraja vprašanje, zakaj točno je potem Bolgarija sploh podprla osamosvojitev Makedonije in priznala njeno neodvisnost. Odgovor na to vprašanje je povezan predvsem z takratnim strateškim vidikom. Bolgarija si je želela razbitje Jugoslavije in s tem nastanek šibke samostojne Makedonijo, ki je manjša in manj močna ter manj nevarna kot pa večja in močnejša Jugoslavija. Drugič Bolgarija zaradi svojih notranjih težav  povezanih s politično in ekonomsko tranzicijo ni bila v položaju, da bi izražala agresivne zunanje politike povezane z ozemeljskimi težnjami. Zaradi teh okoliščin je Bolgarija v prvi polovici 90. let 20. stoletja imela relativno dober odnos do Makedonije. Na primer bolgarski predsednik Željko Želev je vplival na odločitev ruskega predsednika Borisa Jelcina glede priznanje neodvisnosti Makedonije, bolgarski predsednik Željko Želev je bil prvi voditelj tuje države, ki je obiskal samostojno Makedonijo. V času grške ekonomske blokade je Makedoniji Bolgarija tudi pomagala s svojimi črnomorskimi pristanišči tako, da je Makedonija lahko ohranila stik z čezmorsko trgovino. Makedonija in Bolgarija sta tako sprva imeli relativno dober odnos vse do sredine 90. let. Z sredino 90. let se je odnos Makedonije s Srbijo in Grčijo izboljšal in posledično se je pomen Bolgarije v očeh makedonske politike zmanjšal. Na ohladitev odnosov med Makedonijo in Bolgarijo je vplival tudi ponovno okrepljen nacionalizem na obeh straneh. Makedonija je zahtevala, da Bolgarija prizna makedonsko manjšino znotraj države in da so dvostranski sporazumi med državama napisani ne samo v bolgarščini ampak tudi v makedonskem jeziku. Bolgarija je obema zahtevama nasprotovala, saj ni želela priznati makedonske manjšine ali svojevrstnosti makedonskega jezika. Zaradi tega spora se je sprejemanje skoraj 20 do tedaj že pripravljenih dvostranskih sporazumov med državama zaustavilo. Nacionalne strasti med državama so se umirile konec 20. stoletja oziroma 22. februarja 1999 s sprejemom skupne deklaracije. Na podlagi deklaracije sta se državi dogovorili, da bodo vsi dvostranski sporazumi med državama napisani v obeh jezikih (s tem je Bolgarija neformalno priznala makedonski jezik), da se odrekata vsem medsebojnim ozemeljskim interesom, da ne bosta spodbujala ali podpirala dejanj, ki bi ogrozila med sosedski odnos in, da Makedonija nikoli ne bo proti Bolgariji uveljavila 49. člena svoje ustave (po členu bi lahko Makedonija posegla v tujo državo, če bi  menila, da je makedonska manjšina v nevarnosti). Po sprejetju deklaracije so se odnosi med državama močno izboljšali. Bolgarija je na primer Makedoniji v času albanskega upora leta 2001 darovala vojaško opremo in orožje. Odnosi med državama so ostali relativni dobri še vrsto let po sprejetju deklaracije in so 22. januarja 2008 privedli do sprejema prijateljskega memoranduma. S memorandumom so bili ponovno potrjeni sklepi deklaracije iz leta 1999. Odnosi med državama so se tekom leta 2008 začeli zaostrovati. Najprej s tem, ko je Bolgarija na srečanju NATO-a v Bukarešti podprla grški veto usmerjen proti vstopu Makedonije v NATO. Še bolj pa z letom 2009, ko je makedonska akademija znanosti in umetnosti s podporo makedonske države izdala t.i. Makedonsko enciklopedijo. Vsebina enciklopedija je močno zmotila bolgarsko politiko in javnost. Bolgarska stran je Makedonijo obtožila krajo bolgarske zgodovine in potvarjanje zgodovine. Spor je dodatno poglobila informacija, da je Bolgarija od makedonskih državljanov, ki so želeli pridobiti bolgarsko državljanstvo za namen potovanja po EU, zahtevalo, da so se opredelili za Bolgare. Bolgarsko stran je tudi zmotilo, da naj bi makedonske oblasti neutemeljeno izvajale administrativne, policijske in druge vrste pritiskov na bolgarske državljane znotraj Makedonije in tiste makedonske državljane, ki so se opredelili za Bolgare (kot na primer Spaska Mitrova). Zaradi številnih sporov je Bolgarija začela groziti Makedoniji, da bo blokirala vsak njen poskus vstopa v EU. Leta 2010 je Bolgarija predlagala Makedoniji podpis sporazuma o dobro sosedskih odnosih s katerim naj bi izboljšali sodelovanje na področju gospodarstva, infrastrukture, energetike in boja proti organiziranemu kriminalu. Poleg tega naj bi s sporazumom bil ustanovljen znanstveni odbor, ki bi reševal težave glede interpretacije skupne zgodovine. Makedonija je na predlog Bolgarije odgovorila, da bi bilo pred sprejetjem sporazuma potrebno, da Bolgarija podpiše konvencijo za varstvo narodnih manjšin s katero bi izboljšala položaj makedonske manjšine. Bolgarija je to ostro zavrnila in odnosi med državama so še naprej ostali nastrojeni. Leta 2011 je Bolgarija prvič uporabila možnost veta za blokiranje začetkov pristopnih pogajanj za Makedonijo, kar je še bolj poslabšalo odnose. Z parlamentarnimi volitvami v Makedoniji leta 2016 na katerih je izgubila moč nacionalistična Demokratska stranka za makedonsko narodno enotnost in nastopom vlade pod vodstvom Zorana Zaeva leta 2017 se je makedonsko nemirno  politično vzdušje umirilo. Posledično je v Makedoniji zrastel politični interes po obnovi odnosov s sosednjimi državami. 1. avgusta leta 2017 sta Bolgarija in Makedonija v želji, da bi izboljšali odnose podpisali pogodbo o prijateljstvu in dobro sosedstvu. Na podlagi pogodbe je bila leta 2018 ustanovljena skupna komisija za zgodovinska in izobraževalna vprašanja, katere namen je bil reševanje različnih spornih zgodovinsko in izobraževalnih vprašanj. Ker so bili rezultati komisije relativno nezadostni je oktobra 2019 Bolgarija oblikovala stališče, da bo Severni Makedoniji še naprej nasprotovala začetku evropskih  pristopnih pogajanj za Severno Makedonijo. Vse dokler ne bo izpolnjena njena zahteve po odstranitvi t.i. proti bolgarske ideologije iz makedonske družbe, dokler se Severna Makedonija ne bo odpovedala obstoju severno makedonske manjšine v Bolgariji, dokler ne bo Severna Makedonija rehabilitirala probolgarske žrtve komunistične Jugoslavije in dokler ne bo nehala izvajati pritiskov na Bolgare živeče v Severni Makedoniji. Oktobra leta 2020  je Bolgarija omilila svoja stališča in predlagala novo rešitev Makedoniji. Bolgarija bi s priznanjem makedonskega jezika in ljudstva v zameno od Severne Makedonije zahtevala priznanje o zgodovinskih bolgarskih koreninah Severne Makedonije. Severna Makedonija je to ostro zavrnila. Zaradi tega in na osnovi nerešenih vprašanj glede zgodovine je vlada premierja Bojka Borisova novembra 2020 s vetom znova zaustavila začetek evropskih pristopnih pogajanj za Makedonijo. Nemčija in druge evropske države ter evropske institucije so zaradi tega ostro kritizirale ravnanje Bolgarije in prišle do spoznanja, da je treba Bolgarijo prisiliti k obnovi odnosov z Makedonijo. Optimizem za izboljšanje odnosov med državama se je prebudil z prehodom iz leta 2021 v leto 2022, ko je v obeh državah vlado prevzela nova manj nacionalistična oblast. V Severni Makedoniji je januarja 2022 prevzela oblast vlada pod vodstvom Dimitarja Kovačevskega. V Bolgariji je oblast decembra 2021 prevzela nova vlada pod vodstvom Kirila Petkova, ki pa je jo po sedmih mesecih avgusta 2022 zamenjala vlada pod vodstvom Galaba Doneva.
24. januarja 2022 sta se pod mednarodnimi pritiski v Skopju srečala bolgarski premier Kiril Petkov in makedonski premier Dimitar Kovačevski z namenom obnovitve odnosov med državama. Kljub optimističnemu srečanju se nacionalistična čustva v obeh državah niso umirila. 7. oktobra 2022 se je v severno makedonskem mestu Ohrid odprl bolgarski klub s imenom kralj Boris III. Poimenovanje kluba po fašističnemu bolgarskemu voditelju kralju Borisu III, ki je v času druge svetovne vojne izvedel okupacijo dela Makedonije in udeležba odprtja kluba s strani različnih političnih predstavnikov bolgarske države je sprožilo val antifašističnih in nacionalističnih protestov v Severni Makedoniji. Kljub jasnemu odporu severno makedonske javnosti do odpiranja nacionalističnih bolgarskih klubov in organizacij je bil 16. aprila 2022 v severno makedonskem mestu Bitola odprt nov bolgarski klub s imenom Ivan Mihailov. Poimenovanje kluba po fašističnem bolgarskemu vojaškemu poveljniku iz časa 2. svetovne vojne in vnovična udeležba odprtja s strani političnih predstavnikov iz Bolgarije, med katerimi je bil tudi bolgarski predsednik države Kiril Petkov, je sprožil nov val protestov po Severni Makedoniji. EU je zaradi tovrstnih dogodkov začela močno pritiskati na bolgarsko politiko naj neha podpirati bolgarske nacionalistične akcije in naj prekliče svoj veto na pristopna pogajanj.  Pod pritiski EU je bolgarski premier Kiril Petkov maja 2022 pozval svojo vlado in koalicijo v bolgarskem parlamentu naj začnejo s pripravami na umik bolgarskega veta glede začetka evropskih pristopnih pogajanj za Severno Makedonijo. Junija 2022 ob koncu francoskega predsedovanja Svetu Evropske Unije je EU oziroma francoski predsednik Emmanuel Macron predstavil t. i. francoski  predlog za rešitev odnosov med obema državama. Po t.i francoskem predlogu bi se obe državi zavezali k preprečevanju sovražnega govora usmerjenega proti vsem manjšinam in skupnostim, Severna Makedonija bi priznala skupno zgodovino z Bolgarijo, Severna Makedonija bi v ustavo vključila pravice bolgarske manjšine, obe državi bi se zavezali k spoštovanju pogodbo o prijateljstvu in dobro sosedstvu iz leta 2017, obe državi bi se zavezali k pospešitvi dela komisije za reševanja vprašanj glede skupne zgodovino, obe državi bi imeli pravico slavljenja skupnih zgodovinskih dogodkov in oseb, obe državi bi spremenili vsebine zgodovinskih in geografskih knjig ter šolskih učbenikov,… Predlog je naletel na številne kritike tako v Severni Makedoniji kot tudi v Bolgariji. V Bolgariji je predlog povzročil politično krizo. Iz vladne koalicije pod vodstvom Kirila Petkova je izstopila stranka Slavija Trifonova. S tem je bolgarska vlada izgubila večino v parlamentu in je zaradi nezaupnice odstopila 27. junija 2022. Tri dni pred samim odstopom vlade Kirila Petkova 24. junija 2022 je 170 poslancev od 240 članskega parlamenta izglasovalo sklep o umiku veta glede začetka evropskih pristopnih pogajanj za Severno Makedonijo in s tem neformalno podprlo t.i. francoski predlog, kljub začetnemu nasprotovanju. Francoski predsednik Emmanuel Macron je po izglasovanem preklicu veta pozdravil odločitev bolgarskega parlamenta in dejal, da so evropski voditelji morali močno pritisniti na bolgarsko politiko, da je do umika veto sploh prišlo. Javnost in politika v Severna Makedoniji je kljub umiku bolgarskega veta ostala zadržana do t.i. francoskega predloga. Vendar si je severno makedonska politika kmalu zatem premislila in začela podpirati predlog, saj je prišla do zaključka, da bi zavrnitev francoskega predloga zgolj upočasnilo in otežilo vstop Severne Makedonije v EU. Kljub javnemu nasprotovanju in protestom v Severni Makedoniji je bil t.i. francoski predlog 16. julija 2022 sprejet v makedonskem parlamentu po tri dni dolgi razpravi. Naslednji dan 17. julija 2022 je Severna Makedonija podpisala s Bolgarijo poseben protokol o sodelovanju na točkah francoskega protokola. Za izvrševanje tega protokola je bil zadolžen mešani makedonsko bolgarski medvladni odbor.  Pristopna pogajanja za Makedonijo so se po 17 letnem čakanju uradno začela 19. julija 2022. Napetosti med državama pa z začetkom pristopnih pogajanj niso izginile, kot tudi ne nevarnosti o vnovični bolgarski blokadi Makedonije pri vstopu v EU. Avgusta 2022 je severno makedonsko judovsko skupnost kot tudi ostalo javnost razburilo poimenovanje ohridskega bolgarskega združenja za kulturo po bolgarskem kralju Borisu III. Dodatno so severno makedonsko javnost tudi razburile različne akcije in izjave bolgarskega nacionalističnega evroposlanca Angela Džambaskija. Zaradi tega je makedonski predsednik države Stevo Pendarovski pozval državne oblasti naj Džambaskiju in njegovim somišljenikom prepovejo možnost vstopa v državo. Temu pozivu je sledila grožnja bolgarskega predsednika države Rumena Radeva, da bodo uporabljeni vsi mehanizmi Bolgarije za preprečitev vstopa Severne Makedonije v EU, če ne bo t.i. bolgarska proti propaganda odstranjena iz Severne Makedonije. Drugi pomemben trenutek napetosti je izbruhnil 19. januarja 2023, ko  je bil tajnik ohridskega bolgarskega kluba Hristijan Pendikov napaden s strani makedonskih nacionalistov. Čeprav so severno makedonske oblasti obsodile in ujele napadalce je napad na aktivista vseeno zbudil ogorčenje v bolgarski politiki in javnosti. Bolgarski parlament je 2. februarja 2023 obsodil napad na aktivista in izrazil zahtevo po koncu protibolgarske propagande ter dokončno priznanje bolgarske manjšine v severno makedonsko ustavo. Vlada Severne Makedonije pod vodstvom Dimitarja Kovačevskega, ki ni hotela nove bolgarske blokade si je zato prizadevala, da bi ugodila nekaterim bolgarskim zahtevam. Med drugim tudi glede priznanje pravic bolgarske manjšine v Severni Makedoniji.

## Notranja politika v Severni Makedoniji glede vstopa v Evropsko Unijo
Opozicija (predvsem s strani stranke VMRO-DPMNE v makedonskem parlamentu, ki je ostro zavračala kakršnekoli bolgarske zahteve o priznanju pravic in dvomila v obstoj bolgarske manjšine v Makedoniji, je nasprotovala vsem zakonskim predlogom makedonske vlade Dimitarja Kovačevskega glede priznanja pravic bolgarske manjšine. Makedonska vlada, ki brez glasov opozicije v parlamentu tako ni mogla sprejeti ustavnih sprememb glede makedonske bolgarske manjšine se je znašla v brezizhodnem položaju. S tem so bili napredki Severne Makedonije na poti proti Evropski Uniji zaustavljeni. Hkrati je Evropska Unija ne glede na vse napredke in reforme v Severni Makedoniji zadržana do kakršnekoli širitve. Čeprav je na primer avgusta 2023 predsednik Evropskega sveta Charles Michel na 18. blejskem strateškem forumu optimistično napovedal, da se bo Evropska Unija razširila na Zahodni Balkan do leta 2030 so ostali predstavniki Evropske Unije bolj zadržani. Na 10. vrhu Berlinskega procesa v Tirani oktobra 2023, na katerem je Evropska Unija oznanila 6 milijard evrov za naložbe in reforme na Zahodnem Balkanu, je predsednica Evropske komisije Ursula von der Leyen dejala, da čeprav so zahodno balkanske države naredile veliko korakov na svoji poti k Evropski Uniji Evropska Unija ne more oznaniti trdnega datuma glede pridružitve zahodno balkanskih držav, saj nekatere reforme v omenjenih državah še niso bile do konca izvedene.   Evropsko Unijo pri širitvi na Zahodni Balkan skrbita predvsem dve dilemi. Kako bi Evropska Unija (ki že sedaj težko deluje s 27 članicami) delovala z šestimi novimi članicami in kje bi Evropska Unija našla dovolj finančnih sredstev za razvojno in kmetijsko politiko, ki bi jih nove revnejše članice iz Zahodnega Balkana lahko z vstopom množično črpale. Hkrati se med določenimi državami članicami Evropske unije vse bolj uveljavlja prepričanje, da je pred sprejetjem novih držav v Evropsko Unijo potrebna velika reforma Evropske Unije. To bi še dodatno upočasnilo proces pristopanja zahodno balkanskih držav v Evropsko Unijo. 
Koalicijska vlada Dimitrija Kovačevskega se je po neuspešnih pogovorih z opozicijo glede ustavnih sprememb v zvezi z bolgarsko manjšino januarja 2024 odločila za odstop. Z odstopom je bila 28. januarja 2024  oblikovana tehnična vlada pod vodstvom Talata Xhaferija. Glavna naloge tehnične vlade je bila vodenje države do naslednjih volitev in vodenje priprav za naslednje parlamentarne volitve in drugega kroga volitev za predsednika države  8. maja 2024. Na dvojnih volitvah 8. maja 2024 je zmago slavila opozicijska stranka VMRO-DPMNE. Na parlamentarnih volitvah je koalicija strank z imenom Tvoja Makedonija (pod vodstvom stranke VMRO-DPMNE) dobila 43.32% glasov oziroma 58 sedežev od 120 sedežev v parlamentu. V drugem krogu predsedniških volitev (na katerem sta se spopadla kandidata Stevo Penderovski iz stranke Socialdemokratska unija Makedonije in Gordana Siljanovska-Davkova iz stranke VMRO-DPMNE) pa je zmagala s ok. 69% Gordana Siljanovska-Davkova. Rezultati obeh volitev so šokirali dotlej vladajoče stranke, predvsem Socialdemokratsko unijo Makedonije. Politični analitiki ocenjujejo, da sta rezultata na obeh volitvah povezana z dejstvom, da so državljani Severne Makedonije razočarani nad potekom procesa vstopanja Severne Makedonije v EU in nad makedonskimi oblasti glede popuščanja zahtevam Bolgarije in Grčije v zadnjih dveh desetletjih. Tako je volivce v dobršni meri prepričala predvsem bolj nacionalna retorika koalicije Tvoja Makedonija, ki je postavila pod vprašaj utemeljenost Prespanskega sporazuma in bolgarsko zahtevo o vpisu bolgarske manjšine v makedonsko ustavo. Štiri dni po volitvah 12. maja 2024 je Gordana Siljanovska-Davkova prisegla kot nova predsednica. Med prisego pri nazivu države Gordana Siljanovska-Davkova ni uporabila beseda "Severna". Zaradi tega je prireditev protestno zapustila grška veleposlanica v Makedoniji. Temu pa so kmalu sledili relativno burni odzivi s strani predstavnikov grških oblasti. Naslednji dan 13. maja 2024 so ostri odzivi prileteli še s strani bolgarskih oblasti in razočarani odzivi evropskih institucij.
K upočasnitvi Severne Makedonije na poti v EU ni vplivala samo politika sosednjih držav Severne Makedonije ampak tudi sama severno makedonska politika. Zlasti severno makedonska politična stranka VMRO-DPMNE (Notranja mаkedonskа revolucionarna organizacija – Demokratska stranka zа mаkedonsko narodno enotnost), ki je bila na oblasti med letoma 2006 in 2017. Stranka, ki jo je med letoma 2003 in 2017 vodil Nikolaj Gruevski  je zagovarjala izrazito nacionalistične ideje in diskurz. Zaradi tega so bili dodatno zaostreni  že tako načeti  odnosi z Grčijo, Bolgarijo in Albanijo. Izraziti nacionalizem izražen s strani stranke VMRO-DPMNE sta Bolgarija in Grčija uporabila kot dodaten argument pri obrazložitvi svojih vetov pred evropskimi institucijami. Izrazito nacionalistično delovanje stranke VMRO-DPMNE pa ni motilo samo sosednjih držav ampak tudi EU. EU je zlasti motilo dejstvo, da se je pod severno makedonskimi vladami, ki jih je vodil Nikolaj Gruevski stopnja korupcije v državi povečala, da se je povečalo zatiranje do vlade kritičnih glasov iz vrst severno makedonske civilne družbe, da so izbruhnile številne korupcijske afere in afere nepotizma ter afere povezane s vladnim prisluškovanjem opozicijskim politikom, da se je državna zunanja politika pod vplivom stranka VMRO-DPMNE preusmerila v pro rusko in proti zahodno smer in da je vladajoča politika krepila avtoritarne ukrepe. Vse to je morda vplivalo na zadržanost EU glede začetka pristopnih pogajanj. Z volitvami leta 2016 in formiranjem nove vlade pod vodstvom Zorana Zaeva se je Severna Makedonija v večji meri otresla nacionalizma in nadaljevala s potjo proti EU. 

## Postopek
Uradno je Republika Severna Makedonija prošnjo za članstvo v Evropski uniji podala 26. februarja 2004. Prošnjo je Evropski svet odobril 9. novembra istega leta.
Na zasedanju, ki je potekalo 15. in 16. novembra 2005, je Evropski svet Republiki Severni Makedoniji dodelil status države kandidatke za članstvo v Evropski uniji.
Od 19. decembra 2009 državljani Severne Makedonije vizumov za vstop v Schengensko območje ne potrebujejo več. 
Svet za splošne zadeve EU je 26. junija 2018 sprejel "sklepe o stabilizacijsko-pridružitvenem procesu EU-Zahodni Balkan, ki vključuje Republiko Severno Makedonijo". Evropski svet jih je potrdil 28. junija istega leta. 
EU je pred Severno Makedonije postavila tudi zahtevo, da reši ključna odprta vprašanja z južno sosedo Grčijo. Poglavitni problem med državama je bilo ime "Makedonija", saj ga grška stran ni podpirala za voljo istoimenske grške dežele. 18. junija 2018 sta grški in makedonski zunanji minister podpisala t. i. Prespanski sporazum, v katerem sta se zavezala k rešitvi vprašanja. Podpisu sta prisostvovala tudi premierja Aleksis Cipras in Zoran Zaev. 11. januarja 2019 je makedonski parlament s potrebno dvotretjinsko večino izglasoval novo ime države - Severna Makedonija. Odločitev parlamenta je vzbudila veliko odpora v državi, mednarodna javnost pa je rešitev pozdravila, 18. junija 2019 tudi Evropski svet. Kljub temu, da pa sta tako Severna Makedonija kot Albanija izpolnili obljube, Evropski svet zelene luči za pristopna pogajanja ni prižgal. V postopku bi naj bila Severna Makedonija v boljšem položaju kot Albanija. Obljubljena potrditev pristopnih pogajanj naj bi se zgodila oktobra 2019, a je Evropski svet zaradi nasprotovanja Francije prižgal rdečo luč.
Bolgarija je v začetku novembra 2020 Evropski komisiji sporočila, da še ne pristaja na pogajalski okvir Severne Makedonije z Evropsko unijo, saj da med drugim ne zagotavlja izpolnitve zastavljenih pogojev. Bolgarija je v septembru ostalim članicam poslala nekatere svoje zahteve, ki urejajo zgodovinske konflikte med Severno Makedonijo in Bolgarijo. Slednja oporeka temu, da Goceja Delčeva, vojnega heroja, v Severni Makedoniji oklicujejo za Makedonca, prav tako oporekajo makedonskemu jeziku in narodu, saj naj bi bila umetni tvorbi iz časa Jugoslavije. V Skopju so nad odločitvijo Bolgarije izrazili razočaranje.

## Primerjava med Severno Makedonijo in EU
|                               | Severna Makedonija          | Severna Makedonija | Evropska unija                             | Evropska unija                             |
| Vodstvo                       | Predsednik države           | Predsednik vlade   | Predsednik Evropskega sveta                | Predsednik Evropske komisije               |
| ----------------------------- | --------------------------- | ------------------ | ------------------------------------------ | ------------------------------------------ |
| Vodstvo                       |                             |                    |                                            |                                            |
| Vodstvo                       | Gordana Siljanovska-Davkova | Talat Xhaferi      | Charles Michel                             | Ursula von der Leyen                       |
| Velikost (km2)                | 25,713                      | 25,713             | 4.324.782                                  | 4.324.782                                  |
| Število prebivalcev           | 2,103,721 (2017)            | 2,103,721 (2017)   | 513,481,691 (2019)                         | 513,481,691 (2019)                         |
| Nominalni BDP (v milijonih $) | 12.383                      | 12.383             | 18.495.349                                 | 18.495.349                                 |
| Valuta                        | Makedonski denar            | Makedonski denar   | Evro in valute nekaterih posameznih članic | Evro in valute nekaterih posameznih članic |